# Hello goodbye/Nights in white satin
Hello goodbye / Nights in White Satin è il quinto singolo su 7" de I Bit-Nik pubblicato nel 1968 dalla Meazzi Edizioni Discografiche.

## Il disco
Il lato A del singolo è il rifacimento in lingua italiana del brano Hello, Goodbye della band The Beatles, mentre il lato B è Nights in White Satin dei The Moody Blues. Se nel singolo precedente, il brano dei The Moody Blues veniva riproposto in lingua italiana, in questo, viene cantata con l'originale testo in inglese.

## Tracce
Lato A
1. Hello goodbye (John Lennon, Paul McCartney, Mogol)

Lato B
1. Nights in White Satin (Daniele Pace, Justin Hayward)